# Heino Kruus
Heino Kruus (cirílico:Хейно Рихардович Круус), (Tallinn, 30 de setembro de 1926 – 24 de junho de 2012) foi um basquetebolista e treinador de basquetebol estoniano e soviético que integrou a Seleção Soviética na conquista da Medalha de Prata disputada nos XV Jogos Olímpicos de Verão em 1952 realizados em Helsínquia na Finlândia.

## Biografia
Heino Kruus quando jovem praticou futebol e atletismo, sendo que começou no basquetebol no colegial e mais tarde ingressou no Kalev Tallin, clube o qual defendeu entre 1945-1957, com um hiato entre 1949-1951 quando defendeu o ÜSK Tartu onde foi campeão soviético em 1949.
Foi integrante da Seleção Soviética de Basquetebol Masculino entre 1949-1954, conquista a Medalha de Prata em Helsinque 1952, Campeão Europeu em 1951 e 1953, Campeão dos Jogos Estudantis em 1951 e o Festival Mundial da Juventude em 1953.
Consagrou-se campeão da RSS da Estônia em 1946, 1947, 1949, 1954 e 1955 e campeão de Handebol de campo em 1957.
Após aposentar-se em 1957, iniciou carreira como treinador no Kalev Tallin até 1963. Entre os anos de 1963-1988, Kruus foi o administrador em Tallinn de orgãos governamentais, entre 1969 até metade dos anos 70, Kruus foi árbitro em partidas da Liga Soviética de Basquetebol.
Em 2010 foi honrado ao ser incluído no Hall da Fama do Basquetebol Estoniano.